# Florian Stetter
Florian Stetter (ur. 2 sierpnia 1977 w Monachium) – niemiecki aktor filmowy, teatralny i telewizyjny.

## Życiorys
Urodził się w Monachium, gdzie studiował aktorstwo w Münchner Otto-Falckenberg-Schauspielschule. W 2002 roku występował na scenie Volkstheater w Monachium w tragedii Shakespeare’a Tytus Andronikus i sztuce Ibsena Mały Eyolf (Klein Eyolf). Na Festiwalu w Salzburgu grał Mammona w sztuce Hugo von Hofmannsthala Jedermann (2002/03), a na deskach Schauspielhaus w Zurychu wystąpił w komedii Moliera Skąpiec (2005). W sezonie 2006/2007 był członkiem zespołu artystycznego Maxim Gorki Theater w Berlinie.
Jego pierwszym występem przed kamerami był udział w telewizyjnym filmie ZDF Riekes Liebe (1999). Za swój debiut fabularny jako David w melodramacie L’Amour, l'argent, l’amour (2000) otrzymał nagrodę Max Ophüls jako najlepszy młody aktor w 2001 roku. W licznych produkcjach filmowych i telewizyjnych, jego role były wyraziste. W serialu ZDF Komisarz Lucas (Kommissarin Lucas, 2009-2011) wystąpił w roli Leandera Blohma, asystenta tytułowego bohatera.

## Filmografia

### Filmy fabularne
- 2000: L’Amour, L'Argent, L’Amour jako David
- 2001: Piękny dzień (Der schöne Tag) jako Jan
- 2001: Riekes Liebe (TV) jako Nils Wehmeyer
- 2002: Die Freunde der Freunde (TV) jako Arthur
- 2004: Mein Vater, meine Frau und meine Geliebte (TV) jako Ernst Weiss
- 2004: Fabryka zła (Napola - Elite für den Führer) jako Justus von Jaucher
- 2004: Być ojcem nie jest trudne (Vater werden ist nicht schwer, TV) jako Noah Fauster
- 2005: Videotagebuch von Dennis Gansel (film krótkometrażowy) jako Justus von Jaucher
- 2005: Schiller (TV) jako Scharffenstein
- 2005: Sophie Scholl – ostatnie dni (Sophie Scholl - Die letzten Tage) jako Christoph Probst
- 2005: Wellen (TV) jako Carl von Gonthard
- 2005: Miłosna gra (Liebes Spiel) jako Morten
- 2007: Zięć idealny (Der geheimnisvolle Schwiegersohn, TV) jako David Litschka
- 2007: Paparazzo (TV) jako Carl Ronstedt
- 2007: Powrót bocianów (Návrat bocianov) jako Davidom
- 2008: Wilk Morski (Der Seewolf, TV) jako Humphrey van Weyden
- 2008: Wie Schwefel in der Luft (film krótkometrażowy) jako złe szczęście
- 2010: Nanga Parbat jako Reinhold Messner
- 2011: Integracja - razem inaczej (Inklusion - gemeinsam anders, TV) jako Albert Schwarz
- 2012: Die Verführerin Adele Spitzeder (TV) jako Balthasar Engel
- 2013: Smak nasion jabłek (Der Geschmack von Apfelkernen) jako Max
- 2014: Die Frau aus dem Moor (TV) jako Matthias Staudacher
- 2014: Superegos (Über-Ich und Du) jako głos telefonu
- 2014: Droga krzyżowa (Kreuzweg) jako Pater Weber
- 2014: Die reichen Leichen. Ein Starnbergkrimi (TV) jako Timo Senst
- 2014: Siostry i Schiller (Die geliebten Schwestern) jako Friedrich Schiller
- 2015: Nadzy wśród wilków (Nackt unter Wölfen, TV) jako Hans Pippig
- 2015: Simon sagt 'Auf Wiedersehen' zu seiner Vorhaut jako Frank Grünberg
- 2019: Królewskie dzieci (Die drei Königskinder, TV) jako król Alexander

### Seriale TV
- 2006: SOKO Kitzbühel jako Viktor Lächner
- 2009: Die Wölfe jako Jakob Lehn
- 2009-2011: Komisarza Lucas - przebacz i zapomnij (Kommissarin Lucas) jako Leander Blohm
- 2011: Telefon 110 (Polizeiruf 110) jako Markus Hartmann
- 2011: SOKO Leipzig jako Roman Hildebrand
- 2013: Heute Müller jako Jacky Müller